# Margie Harrison
Margie Harrison (3 de noviembre de 1931-23 de diciembre de 2006) fue playmate del mes para la revista Playboy en enero de 1954 y junio del mismo año.

## Biografía
Apareció en la segunda edición de la revista y fue la primera mujer en ser llamada playmate, ya que su antecesora, Marilyn Monroe no tuvo ese nombre.
Modelo profesional de los años 1950. Las fotos aparecidas en la revista Playboy fueron compradas por Hugh Hefner a John Baumgarth Calendar Co. de Melrose Park, Illinois. También se pueden encontrar fotos de ella en la páginas de las revistas Follies y Gala, en el mismo periodo.